# Codice ATC D09
Il codice ATC D09 "Medicazioni" è un sottogruppo del sistema di classificazione Anatomico Terapeutico e Chimico, un sistema di codici alfanumerici sviluppato dall'OMS per la classificazione dei farmaci e altri prodotti medici. Il sottogruppo D09 fa parte del gruppo anatomico D, farmaci per l'apparato tegumentario.
Codici per uso veterinario (codici ATCvet) possono essere creati ponendo la lettera Q di fronte al codice ATC umano: QD09...
Numeri nazionali della classificazione ATC possono includere codici aggiuntivi non presenti in questa lista, che segue la versione OMS.

## D09A Bendaggi medicati

### D09AA Bendaggi medicati con antimicrobici
D09AA01 Neomicina
D09AA02 Acido fusidico
D09AA03 Nitrofurazone
D09AA04 Fenilmercurio nitrato
D09AA05 Benzododecinio
D09AA06 Triclosano
D09AA07 Cloruro di cetilpiridinio
D09AA08 Alluminio cloridrato
D09AA09 Iodopovidone
D09AA10 Cliochinolo
D09AA11 Cloruro di benzalconio
D09AA12 Clorexidina
D09AA13 Iodoformio

### D09AB Bendaggi allo zinco
D09AB01 Bendaggi allo zinco senza additivi
D09AB02 Bendaggi allo zinco con additivi